# واربلوز ایر ونتورس
واربلوز ایر ونتورس (به انگلیسی: Warbelow's Air Ventures) یک شرکت هواپیمایی با کد یاتا 4W است که در تاریخ ۱۹۵۸ میلادی تأسیس شده است. دفتر مرکزی واربلوز ایر ونتورس در فربنکس، ایالات متحده آمریکا واقع شده‌است و قطب این شرکت هواپیمایی در فرودگاه بین‌المللی فیربنکس قرار دارد و به ۱۲ مقصد، پرواز انجام می‌دهد.